# Oron-la-Ville
Oron-la-Ville (en latín Uromagus, antiguamente en alemán Orung) es una localidad y antigua comuna suiza del cantón de Vaud, situada en el distrito de Lavaux-Oron. Desde el 1 de enero de 2012 hace parte de la comuna de Oron.

## Historia
La primera mención del lugar data de 280 bajo el nombre latín de Uromago. En 1018 es mencionado como Auronum. Antigua capital del distrito y círculo de Oron hasta el 31 de diciembre de 2007. La comuna mantuvo su autonomía hasta el 31 de diciembre de 2011. El 1 de enero de 2012 pasó a ser una localidad de la comuna de Oron, tras la fusión de las antiguas comunas de Bussigny-sur-Oron, Châtillens, Chesalles-sur-Oron, Ecoteaux, Les Tavernes, Les Thioleyres, Oron-la-Ville, Oron-le-Châtel, Palézieux y Vuibroye.

## Geografía
La antigua comuna limitaba al norte con las comunas de Rue (FR) y Chapelle (Glâne) (FR), al este con Oron-le-Châtel, al sureste con Palézieux, al suroeste con Les Tavernes, y al oeste con Châtillens, Vuibroye y Auboranges (FR).

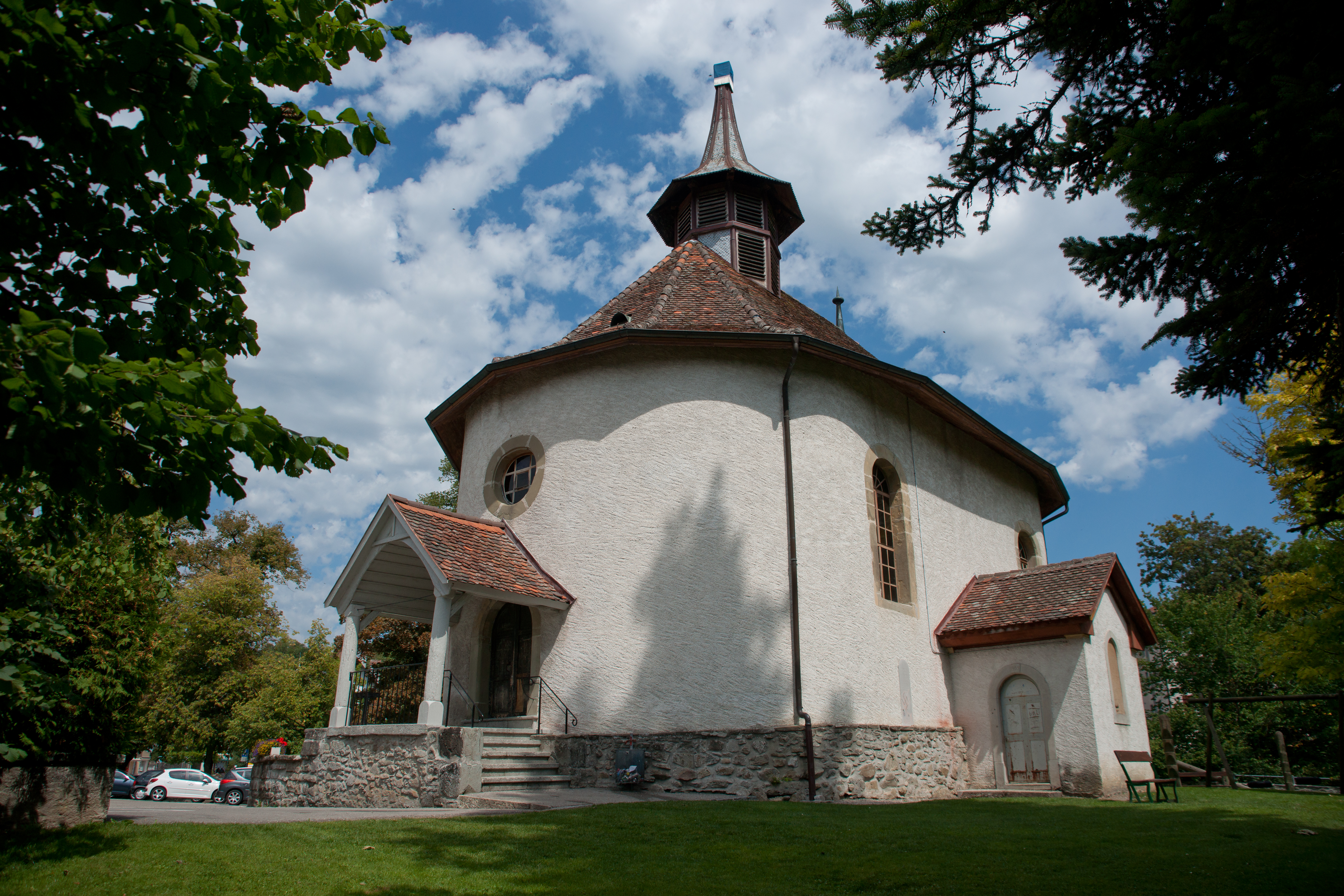
Iglesia protestante de Oron-la-Ville.